# K聯賽
K聯賽（韓語：K리그）作为韩国的职业足球联赛，分为两个等级，第一级为韩国职业足球经典联赛，第二级为韩国职业足球挑战联赛。 由于第一级和第二级联赛名称与之过于接近，经常引发一些认知上的误解和争议。2018年，「經典K聯賽」改名為「K聯賽1」（K League 1），「挑戰K聯賽」改名為「K聯賽2」（K League 2）。
聯賽有使用VAR技術。

## 历史
韩国职业足球联赛創立於1983年，當時名為“韓國足球超級聯賽”（Korean Super League），一共有 5 支球隊參賽，分別是哈利路亞、大宇、POSCO、油公象和高陽國民銀行。哈利路亞以一分之差擊敗大宇，拿下首屆聯賽冠軍。
在1998年，韩国足球联赛經歷了一段漫長的鬱悶期，韓國足球協會決議改組其聯賽，而新聯賽就名為「K 联赛」（K-League）（韩国职业足球联赛）。自那時開始，聯賽參賽隊伍不斷增加。到了2011年，已有 16 支球隊參賽。在一開始創始的五支球隊中，只剩下大宇（後更名釜山IPark）、POSCO（後更名浦項製鐵）和油公象（後更名FC富川、濟州聯）仍存在，高陽國民銀行在1984年退出，哈利路亞則是在其退出聯賽隔年退出。
2013年，韓國足球協會重组K聯賽系统，将原来K联赛一分为二，第一级联赛改名為經典K聯賽（K League Classic），另新成立第二级联赛，将其命名为挑戰K聯賽（K League Challenge），两个等级联赛合称K联赛。

## 联赛结构
韩国职业足球联赛现分两个等级，分别是經典K聯賽和挑戰K聯賽，其中經典K聯賽为韩国足球联赛系统第一级，挑戰K聯賽为韩国足球联赛系统第二级，两者之间存在升降级关系。韩国全国联赛作为现在韩国足球联赛系统第三级联赛，是一个封闭的半职业联赛。韩国挑战者联赛作为现在韩国足球联赛系统第四级联赛，是一个封闭的业余联赛。
2012年之前，韩国足球联赛系统之间不存在升降级关系。2013年开始，新成立的挑戰K聯賽将与經典K聯賽之间建立升降级关系。2014年开始，經典K聯賽第12名直接降入挑戰K聯賽，挑戰K聯賽第1名直接升入經典K聯賽，挑戰K聯賽第2-4名参加升级附加赛，胜出者将与經典K聯賽第11名进行主客场两回合的升降级附加赛，胜出者参加下赛季經典K聯賽，告负者参加下赛季挑戰K聯賽。
韩国职业足球联赛等级（25队）
- 第一等级 - K聯賽1（12队）
- 第二等级 - K聯賽2（13队）